# Slavec (priimek)
Slavec je priimek več znanih Slovencev:
- Darko Slavec (*1951), slikar in grafik
- Ingrid Slavec-Gradišnik (*1956), etnologinja
- Ivan Slavec (1859—1940), duhovnik, ustanovitelj Primorskega lista
- Ivo Slavec Jokl (1916—1944), partizan - komisar, narodni heroj
- Josip Slavec (1901—1978), gradbenik in podjetnik
- Marica Slavec (1869—1962), igralka (pravo ime Marica Nachtigall)
- Maša Slavec (1906—1989), igralka, režiserka in novinarka
- Zvonka Zupanič Slavec (*1958), zdravnica, zgodovinarka medicine, univ. prof.